# Costa Atlantica (schip, 2000)
De Costa Atlantica is een cruiseschip van de Italiaanse rederij Costa Crociere. Het schip is in 2000 in Finland gebouwd door Kvaerner Masa-Yards Helsinki New Shipyard, in Helsinki. Ieder dek van het schip is genoemd naar een film van de regisseur Federico Fellini. In het schip bevindt zich een replica van Café Florian in Venetië.
De Costa Atlantica wordt in de zomer ingezet in Europa. Enkele keren komt ze naar Amsterdam en meert aan aan de PTA. Dan vaart ze richting Scandinavië. Het grootste deel van de zomer bevindt ze zich in de Middellandse Zee. In de winter vaart de Costa Atlantica meestal in het Caribisch gebied en rond Zuid-Amerika.